# Стил, Фредди (футболист)
Фре́дерик Ча́рльз Стил (англ. Frederick Charles Steele; 6 мая 1916 — 23 апреля 1976), более известный как Фре́дди Стил (англ. Freddie Steele) — английский футболист и футбольный тренер. В качестве игрока наиболее известен как нападающий клуба «Сток Сити», забив 159 мячей в 251 матче за «гончаров»,  в качестве тренера — руководил клубами «Мансфилд Таун» и «Порт Вейл». Под его руководством «Порт Вейл» выиграл чемпионский титул Третьего северного дивизиона, а также единственный раз в своей истории вышел в полуфинал Кубка Англии.

## Клубная карьера

### «Сток Сити»
Стил стал игроком «Сток Сити» в 1931 году, когда ему было 15 лет. Будучи юниором, выполнял различную офисную работу, пока не подписал первый профессиональный контракт в 1933 году. В основном составе «гончаров» дебютировал 22 декабря 1934 года в матче против Первого дивизиона против «Хаддерсфилд Таун». Четыре дня спустя забил свой первый гол за «Сток Сити» в матче против «Вест Бромвич Альбион». От болельщиков клуба получил прозвище «Нобби» (Nobby).
После ухода из клуба Томми Сейла стал основным центрфорвардом «Стока». В сезоне 1936/37 забил 33 мяча в 35 матчах чемпионата (в том числе пять голов в матче против «Вест Бромвич Альбион» 4 февраля 1937 года), став лучшим бомбардиром Первого дивизиона в том сезоне. Больше него в сезоне не забивал ни один игрок «Сток Сити» за всю историю команды.
В сезоне 1937/38 Стил сделал очередной хет-трик в матче против «Вест Бромвича» 6 сентября, а через пять дней забил пять мячей в матче против «Дерби Каунти». По итогам сезона он забил 15 мячей в 23 матчах, пропустив много игр из-за травмы колена, полученной во встрече с «Чарльтон Атлетик. В сезоне 1938/39 сумел набрать хорошую форму, забив 27 голов в 33 матчах, включая четыре мяча в игре против «Бирмингема» и хет-трик в матче с «Челси». В 1939 году он неожиданно объявил о решении завершить карьеру в возрасте 23 лет на фоне депрессивного расстройства. После этого наблюдался у психиатра, и после сеансов гипнотерапии решил вернуться в футбол. Однако вскоре началась Вторая мировая война, из-за чего все официальные турниры в Англии были прекращены. В военное время Стил в качестве «гостя» играл за «Шеффилд Юнайтед, «Нортгемптон Таун», «Ноттс Каунти», «Лестер Сити», «Донкастер Роверс», «Брэдфорд Парк Авеню», «Лидс Юнайтед», «Ноттингем Форест» и «Фулхэм».
После того, как официальные турниры были возобновлены, Стил вернулся в «Сток Сити», сыграв в сезоне 1946/47 43 матча и забив 31 гол, включая хет-трики в матчах против «Мидлсбро», «Шеффилд Юнайтед», «Гримсби Таун» и «Бернли». В следующем сезоне он в шестой раз подряд стал лучшим бомбардиром «Сток Сити», хотя и забил только 12 голов в 23 матчах, пропустив четыре месяца из-за перелома ноги. В сезоне 1948/49 забил 19 мячей в 42 матчах. По окончании сезона Стил покинул «гончаров» из-за хронических проблем с коленями. В общей сложности «Нобби», как его прозвали болельщики команды, забил за «Сток Сити» 159 мячей в 251 матче в официальных турнирах. Он занимает второе место в списке лучших бомбардиров клуба за всю историю, уступая только Джону Ритчи, забившему 176 мячей в 351 матче за «Сток Сити».

### «Мансфилд Таун»
В 1949 году стал играющим тренером клуба «Мансфилд Таун». Забил за команду 44 гола в 62 матчах.

### «Порт Вейл»
В 1951 году стал играющим тренером клуба «Порт Вейл», а два года спустя завершил карьеру игрока, продолжив оставаться главным тренером клуба.

## Тренерская карьера
В апреле 1946 года Стил отправился в Исландию, где был назначен главным тренером клуба «Рейкьявик». Это стало для него первым опытом работы в качестве главного тренера, хотя ранее он работал в тренерском штабе молодёжного состава «Сток Сити». Под его руководством «Рейкьявик» выиграл три матча, один сыграл вничью и один проиграл. Команда заняла второе место в чемпионате Исландии.
После короткого периода работы в «Рейкьявике» Стил был назначен главным тренером сборной Исландии для руководства в первом в её истории матче против сборной Дании 17 июля 1946 года. Исландия проиграла со счётом 0:3. 17 августа 1946 года Стил вернулся в Англию и продолжил выступать за «Сток Сити» в качестве игрока. Он признался, что ему очень понравилось работать в Исландии и что он хотел бы вернуться туда следующим летом, однако это его желание не было реализовано.
В 1949 году возобновил тренерскую карьеру в качестве играющего тренера «Мансфилд Таун». В сезоне 1949/50 занял с командой 8-е место в Третьем северном дивизионе. В сезоне 1950/51 команда провела 23-матчевую беспроигрышную серию, но заняла только второе место, уступив семь очков клубу «Ротерем Юнайтед». В декабре 1951 года Стил покинул «Мансфилд Таун», приняв приглашение «Порт Вейла» о работе.
В «Порт Вейле» Стил также стал играющим тренером. Его назначение болельщики клуба восприняли с воодушевлением. На момент прихода Стила «Порт Вейл» находился внизу турнирной таблицы Третьего южного дивизиона, однако завершил сезон на «безопасном» 13-м месте, притом, что команда не приобрела никаких новых игроков. Перед началом сезона 1952/53 «Порт Вейл» был перемещён в Третий северный дивизион. Проиграв первый матч сезона (против «Брэдфорд Сити»), в последующем 41 матче «Вейл» проиграл  только 7 раз. В декабре 1952 года Стил завершил карьеру игрока, перестав периодически выходить на поле, и сконцентрировался на тренерской работе. В его команде играли в основном местные игроки. Команда завершила сезона на втором месте, уступив одно очко «Олдем Атлетик», что не позволило ей выйти во Второй дивизион.
Сезон 1953/54 считается «лучшим сезоном в истории» клуба «Порт Вейл», причём успех команды Стила подчёркивается тем, что команда добилась его практически с тем же составом, с каким он принял её в нижней части турнирной таблицы в декабре 1951 года. Та команда отличалась работоспособной обороной, которая в местной прессе получила прозвище «Железный занавес» (Iron Curtain) или «Стальной занавес / Занавес Стила» (Steel/Steele Curtain, игра слов). Команда завершила сезон, выиграв Третий северный дивизион и набрав 69 очков, на 11 очков больше ближайшего преследователя «Барнсли». При этом «Вейл» установил несколько рекордов: команда пропустила только 26 голов в 46 матчах (рекорд турнира), только 5 мячей команда пропустила на домашнем стадионе (рекорд Футбольной лиги), команда провела 30 «сухих» матчей в сезоне (рекорд Футбольной лиги), всего команда проиграла только три матча в лиге (клубный рекорд). Также команда не проиграла ни одного матча за весь сезон, продолжив серию без поражений из 42 матчей, которая началась 8 ноября 1952 и продлилась до 18 сентября 1954 года. В том же сезоне команда добилась наилучшего результата в Кубке Англии в своей истории, обыграв «Дарлингтон», «Саутпорт», «Куинз Парк Рейнджерс», «Кардифф Сити», «Блэкпул» и «Лейтон Ориент» и вышла в полуфинал турнира, где встретилась с «Вест Бромвич Альбион». В полуфинале на «Вилла Парк» «Порт Вейл» проиграл «дроздам» со счётом 2:1. Та игра отметилась спорным судейством: «Вест Бромвич» заработал и реализовал пенальти за нарушение, которое произошло вне штрафной площадки «Вейла», а один из забитых «Порт Вейлом» голов был отменён якобы за положение «вне игры». «Весь Бромвич» в итоге выиграл Кубок Англии.
В сезоне 1954/55 «Вейл» занял 17-е место во Втором дивизионе. Команда утратила стабильность в обороне, а Стил пытался использовать более атакующую тактику. Были куплены два нападающих, Сирил Дан и Лен Стивенсон. В следующем сезоне команда вновь вернулась к более оборонительному стилю, за рекордные для клуба 7000 фунтов был куплен плеймейкер «Тоттенхэм Хотспур» Эдди Бейли. «Вейл» завершил сезон на 12-м месте.
В июле 1956 года Стил подписал вингера «Манчестер Сити» Гарри Андерса за «значительную сумму денег». Однако из-за травм и ухода Эдди Бейли в «Ноттингем Форест» сезон 1956/57 команда завершила на последнем 22-м месте Второго дивизиона, проиграв 28 матчей и пропустив 101 мяч. Но ещё до этого, 15 января 1957 года Стил подал в отставку. 
В октябре 1962 года Стил вернулся на «Вейл Парк», заменив Нормана Лоу на посту главного тренера. В сезоне 1962/63 «Вейл» занял третье место в Третьем дивизионе, отстав от зоны выхода во Второй дивизион на четыре очка. После больших трат на покупку игроков в сезоне 1963/64 команда заняла только 13-е место. В феврале 1965 года на фоне плохих результатов команды Стил во второй раз покинул «Порт Вейл» с формулировкой «по соглашению сторон».

## Карьера в сборной
17 октября 1936 года Фредди Стил дебютировал за сборную Англии в матче против Уэльса. Всего провёл за сборную шесть матчей, в которых забил восемь мячей, включая «дубли» в матчах против Норвегии и Финляндии и хет-трик в матче против Швеции.

## Стиль игры
Стил отлично играл головой. Отличался хорошими физическими кондициями и умением побороться с защитниками. Хорошо играл обеим ногами и обладал неплохой скоростью.
В штрафной площадке он был смертельно опасным, хладнокровным и безжалостным, нанося удары с острейших углов и из крошечных свободных пространств ... шедевр силы, выносливости, класса и мастерства, который чаще всего приводил к вздымающейся сетке ворот
—Стэнли Мэтьюз о Фредди Стиле.

## Тренерский стиль
Легенда «Порт Вейла» Рой Спросон сказал, что Стил «был великим психологом… он также был отличным тактиком и на многие годы опережал своё время». Другой игрок «Порт Вейла» Грэм Барнетт отметил, что Стил знал «каждую деталь о своих игроках», а команда «преклонялась перед его вдохновляющей личностью». Как тренер он предпочитал играть с четырьмя полузащитниками, двое из которых были вингерами; «одна часть» его команды выполняла роль по «быстрому, мощному отбору мяча», а вторая была «чистой и техничной». Стил подчёркивал важность командной работы и физической формы.
Рой Спросон описывал Стила как «очень напряжённого» человека, который мог «исчезнуть в последние пять минут, после чего его находили в туалете». Рэй Хэнкок утверждал, что Стил наблюдал за матчами из лазарета, чтобы «дистанцировать» себя от «давления футбольного поля», а однажды вообще покинул стадион, так как не смог справиться со стрессом.
Внешне в свою бытность тренером он носил твидовую шляпу типа «трильби», пару футбольных гетр в чёрно-белую полоску с костюмом и отращивал длинные волосы.

## Статистика выступлений

### Клубная статистика
| Клуб             | Сезон            | Дивизион                 | Лига | Лига | Кубок | Кубок | Итого | Итого |
| Клуб             | Сезон            | Дивизион                 | Игры | Голы | Игры  | Голы  | Игры  | Голы  |
| ---------------- | ---------------- | ------------------------ | ---- | ---- | ----- | ----- | ----- | ----- |
| Сток Сити        | 1934/35          | Первый дивизион          | 9    | 1    | 0     | 0     | 9     | 1     |
| Сток Сити        | 1935/36          | Первый дивизион          | 29   | 8    | 4     | 3     | 33    | 11    |
| Сток Сити        | 1936/37          | Первый дивизион          | 35   | 33   | 2     | 3     | 37    | 36    |
| Сток Сити        | 1937/38          | Первый дивизион          | 23   | 15   | 0     | 0     | 23    | 15    |
| Сток Сити        | 1938/39          | Первый дивизион          | 31   | 26   | 2     | 1     | 33    | 27    |
| Сток Сити        | 1945/46          |                          | –    | –    | 8     | 7     | 8     | 7     |
| Сток Сити        | 1946/47          | Первый дивизион          | 38   | 29   | 5     | 2     | 43    | 31    |
| Сток Сити        | 1947/48          | Первый дивизион          | 21   | 10   | 2     | 2     | 23    | 12    |
| Сток Сити        | 1948/49          | Первый дивизион          | 38   | 18   | 4     | 1     | 42    | 19    |
| Сток Сити        | Итого            | Итого                    | 224  | 140  | 27    | 19    | 251   | 159   |
| Мансфилд Таун    | 1949/50          | Третий северный дивизион | 22   | 18   | 2     | 1     | 24    | 19    |
| Мансфилд Таун    | 1950/51          | Третий северный дивизион | 19   | 14   | 6     | 4     | 25    | 18    |
| Мансфилд Таун    | 1951/52          | Третий северный дивизион | 12   | 7    | 1     | 0     | 13    | 7     |
| Мансфилд Таун    | Итого            | Итого                    | 53   | 39   | 9     | 5     | 62    | 44    |
| Порт Вейл        | 1951/52          | Третий южный дивизион    | 14   | 7    | 0     | 0     | 14    | 7     |
| Порт Вейл        | 1952/53          | Третий северный дивизион | 11   | 5    | 0     | 0     | 11    | 5     |
| Порт Вейл        | Итого            | Итого                    | 25   | 12   | 0     | 0     | 25    | 12    |
| Всего за карьеру | Всего за карьеру | Всего за карьеру         | 302  | 191  | 36    | 24    | 338   | 215   |

### Выступления за сборную
| Сборная Англии | Сборная Англии | Сборная Англии |
| Год            | Игры           | Голы           |
| -------------- | -------------- | -------------- |
| 1936           | 2              | 0              |
| 1937           | 4              | 8              |
| Итого          | 6              | 8              |

## Тренерская статистика
| Команда       | Начало работы   | Завершение работы | Показатели | Показатели | Показатели | Показатели | Показатели |
| Команда       | Начало работы   | Завершение работы | И          | В          | Н          | П          | % побед    |
| ------------- | --------------- | ----------------- | ---------- | ---------- | ---------- | ---------- | ---------- |
| Мансфилд Таун | 1 августа 1949  | 24 декабря 1951   | 123        | 61         | 31         | 31         | 049,59     |
| Порт Вейл     | 24 декабря 1951 | 15 января 1957    | 246        | 100        | 73         | 73         | 040,65     |
| Порт Вейл     | 1 октября 1962  | 28 февраля 1965   | 123        | 43         | 32         | 48         | 034,96     |
| Итого         | Итого           | Итого             | 498        | 207        | 137        | 154        | 041,57     |

## Достижения

### В качестве игрока
Сток Сити
- Лучший бомбардир Первого дивизиона: 1936/37

### В качестве тренера
Порт Вейл
- Победитель Третьего северного дивизиона: 1953/54[23]